# Feeding Frenzy
Feeding Frenzy es un juego acuático de arcade creado por Sprout Games, distribuido y publicado por PopCap Games. Se lanzó en 2004, y se reestrenó en el servicio Xbox Live Arcade, con versiones para ambos tipos de Xbox: la Xbox original, y el Xbox 360. La versión Xbox 360, se lanzó el 15 de marzo de 2006, situándose en el puesto 17 de la lista de juegos más populares.

## Base de juego
En Feeding Frenzy, los jugadores controlan a un hambriento depredador marino, que debe comer todos los peces que pueda. Es un juego de 40 niveles, y tiene dos tipos de juego: Modo Normal, que sigue la historia, y Modo de Tiempo, el cual juega los niveles con un cierto tiempo determinado de tiempo. Un depredador que se controle aparece pequeño al inicio del nivel. En un costado del juego, se ve la barra supervisora de alimentación del depredador, marcada en negro (el progreso de alimentación del pez se ve en amarillo). En la barra hay 2 flechas menores. Cada vez que el progreso de alimentación del pez llegue a una flecha, crecerá (si llega a la 1.º flecha, será de tamaño normal, y si llega a la 2.º flecha, será grande). Mientras el pez esté comiendo, puede usar poderes especiales, coleccionar perlas de las almejas, y debe evitar a los depredadores más grandes, las bombas y las medusas. 
Sobre la barra supervisora de alimentación, aparecen los peces que se pueden comer, siguiendo el ejemplo de la cadena alimenticia. Mientras los peces estén pequeños, accederán a comer sólo 1 o 2 especies más pequeñas. Cuando crecen, acceden a otra(s) especie(s) en su cadena alimenticia. Los peces que todavía no se pueden comer, aparecen encerrados en una burbuja. Cuando el jugador crece, una de las especies (la más pequeña de las que estén en la burbuja), sale de la burbuja. Además, si el jugador come una alta cantidad de peces en poco tiempo, una barra al medio de la pantalla, que dice FRENZY, se coloreará verde. Si se mantiene otro tiempo comiendo mucho, la barra verde se sobrecoloreará roja.

### Habilidades especiales
Ciertos peces tienen habilidades especiales. Dos de ellas son la movida rápida, que se produce haciendo clic con el botón primario del mouse, para hacer que el pez se mueva rápidamente a una dirección determinada, y la succión, que se efectúa al hacer clic en el botón secundario del mouse y hace que el pez succione a sus presas.

### Poderes especiales
Principalmente, los poderes especiales vienen encerrados en una burbuja. Cada una tiene algo en especial. Los poderes que salen en las burbujas son:
- 1+ (1-UP): Esta burbuja entrega una vida extra. El símbolo de la burbuja es un 1-UP.
- Pez Furioso: Una burbuja que hace que el pez coma a todos los peces que aparecen en cierta zona de la pantalla en un santiamén. El símbolo de la burbuja es un pez comiendo a otro.
- Escudo: Produce un escudo alrededor del pez, que evita que sea devorado por un depredador mayor. Si otro depredador lo come, solo comerá el escudo, y si el pez no come otra vez la burbuja, será comido. El símbolo de la burbuja es una estrella de muchas puntas.
- X2 (Multiplicador de puntaje por 2): Esto añade una porción extra de puntaje al obtenido por comer peces u otras cosas. El símbolo de la burbuja es un X2.
- Acelerador: Hará que el pez se acelere mientras navega. El símbolo de la burbuja es un rayo.
- Explosión: Hará que las otras formas de vida alrededor se sientan aturdidas por un tiempo.